# Hensaussurea lawrencei
Hensaussurea lawrencei är en kackerlacksart som beskrevs av Roth, L. M. 1991. Hensaussurea lawrencei ingår i släktet Hensaussurea och familjen småkackerlackor. Inga underarter finns listade i Catalogue of Life.